# 陸乃棠
陸乃棠（?—?），廣東省廣州府南海縣人，清朝政治人物、同進士出身。
光緒二十四年（1898年），参加光緒戊戌科殿試，登進士三甲70名。同年五月，著交吏部掣签分发各省，以知县即用。